# Alain Paris
Ne doit pas être confondu avec Alain Pâris.
Pour les articles homonymes, voir Paris (homonymie).
Alain Paris, né le 28 septembre 1947 à Issoire et mort le 4 janvier 2019 au Cendre,, est un écrivain français, spécialisé en science-fiction et en fantasy.

## Biographie
Alain Paris commence à publier à partir de 1980 des romans dans plusieurs genres, en particulier la science-fiction, la fantasy et le roman historique.
En science-fiction, il publie aux éditions Fleuve Noir Anticipation. Il a écrit une dizaine de romans de SF avec Jean-Pierre Fontana, dont la Chronique de la lune rouge (qui débute avec Sarkô des grandes zunes en 1984). Il est connu pour avoir écrit de 1988 à 1991 une série uchronique de dix volumes, Le Monde de la Terre creuse (Svastika, Seigneurs des runes…).
Il a aussi écrit une série de fantasy, les Chroniques d'Antarcie. Il écrit également Chasseurs d'ombres, le quatrième tome de la série des Chimères écrite avec Sylviane Corgiat et Bruno Lecigne, Jean-Pierre Hubert, Jean-Marc Ligny et Jean-Pierre Vernay.
À partir de La Dame de Palerme (1998), il publie des romans historiques (Le dernier rêve de Soliman, Moi, Sémiramis, reine de Babylone).
Il écrit aussi des scénarios de bande dessinée comme Antarcidès dessiné par Val (Valérian Taramon), Galata avec Fred Le Berre, dessinée par Stefano Palumbo, ou La Porte d'Ishtar dessinée par Simon Dupuis.

## Œuvre

### SérieLe Monde de la Terre creuse
Genre : science-fiction ; uchronie
- Svastika, 1988
- Seigneurs des runes, 1988
- Sur l'épaule du grand dragon, 1988
- Les Hérétiques du Vril, 1988
- Le Dirigeable « Certitude », 1990
- Les Fils du miroir fumant, 1990
- Le Peuple pâle. 1990
- L'Homme du Sid, 1991
- L'Écume du passé, 1991
- Celui-qui-n'est-pas-nommé, 1991

### SérieLes Ravisseurs d'éternité
Genre : science-fiction
- Dernier étage avant la frontière, 1984
- Le Syndrome Karelmann, 1985

### SériePangée
Genre : science-fiction
- Dal Refa'I, 1989
- Sassar, 1989

### Chroniques de la Lune Rouge
Genre : fantasy, en collaboration avec Jean-Pierre Fontana
- Sarkô des grandes Zunes, 1984
- Le Temple du dieu Mazon, 1985
- Le Clan du brouillard, 1985
- La Cité des Hommes-de-Fer, 1986
- Le Désert des cendres, 1992

### Chroniques d'Antarcie
Genre : fantasy
- La Marque des Antarcidès, 1985
- L'Ombre des Antarcidès, 1986
- Le Sceau des Antarcidès, 1987

### SérieSoldat-Chien
Genre : science-fiction
- Soldat-Chien, 1986
  - Résumé : 2023. Le monde se divise en plusieurs strates : il y a ceux qui vivent au dessus, ceux qui vivent en dessous. L'histoire se déroule dans la zone Euro. Lana Davish, 20 ans, fête son anniversaire avec ses amis dans un restaurant. Des ravisseurs qui viennent des bas-fonds la kidnappent, elle ainsi que deux de ses amies. Santander, inspecteur à la Criminelle, mène l'enquête. Sur ses conseils, le père de la jeune fille, richissime industriel, engage un certain Starkel qui n'est autre qu'un Soldat-Chien (un soldat d'élite prêt à risquer sa vie pour les missions qu'on lui confie, si le jeu en vaut la chandelle). Ce dernier parviendra-t-il à la retrouver ?
- Soldat-Chien 2, 1988

### Autres romans
- Reich, Fleuve Noir Anticipation (no 1480), 1986, 186 p.[5],[6]
  - Genre : science-fiction ; uchronie.
  - Caractéristiques : 182 pages, avec prologue, épilogue et 16 chapitres.
  - Remarque : l’auteur explique dans le roman que le temps est comparable à une Bouteille de Klein, sans début et sans fin, sans intérieur ni extérieur.
  - Résumé : Le roman débute le 30 avril 1945. À Berlin, Hitler presse Eva Braun de se suicider. Une fois qu'elle a absorbé la capsule de cyanure, il fait exécuter un homme, son sosie, sa « doublure » qui prend sa place. Puis il fait croire à son suicide et utilise une machine à voyager dans le temps (prologue). Le 11 juillet 1986, des policiers interpellent un homme, habillé comme les prisonniers des camps de concentration : il déclare s'appeler Weinstein et demande aux policiers où se trouve le Pr Verdlock. On le laisse se reposer dans une pièce ; plus tard, quand vient le médecin, il a mystérieusement disparu. Quelques jours après, l'écrivain-journaliste anglais Mark Spencer enquête sur cet homme mystérieux. Il décide de rechercher le Pr Verdlock. Près de Londres, il parvient à retrouver Michaël Verdlock, alors octogénaire. Il lui rend visite le 5 août 1986, fait connaissance de ce professeur et de sa petite-fille, Linsey. Alors que les trois personnes viennent juste de faire connaissance, un commando de plusieurs soldats pénètre dans la maison des Verdlock. Le professeur est tué, tandis que les agresseurs s'emparent de Mark et de Linsey (chapitres 1 à 3). Mark se réveille peu après dans une étrange situation : la ville où il se trouve est la proie de violents incendies, et les gens autour de lui sont affolés et stressés. Il découvre qu'il se trouve à Londres le 5 octobre 1946, alors que la Seconde Guerre mondiale est toujours en cours, que la Grande-Bretagne est prise d'assaut par les Nazis, et que Hitler est en train de gagner la guerre. Mark est récupéré par ses agresseurs, qui le mènent devant leur chef : Terry Conover, chef des services secrets anglais. Linsey est là. Conover leur explique qu'ils ont fait un voyage dans le temps et qu'ils se trouvent dans un univers où les nazis ont gagné la Seconde Guerre mondiale, car le « vrai Hitler », ayant utilisé une machine à voyager dans le temps le 30 avril 1945, est revenu en décembre 1940, où il a éliminé son alter ego, pris sa place, et modifié le cours du temps. Le point de divergence est la date du début de l'opération Barbarossa : au lieu d'envahir l'Union soviétique le 22 juin 1941, Hitler l'a envahie trois mois auparavant, en mars 1941. Du coup, les forces nazies ont pris Moscou durant l'été 1941, puis Stalingrad et Leningrad, anéantissant l'URSS. La Wehrmacht a ensuite conquis le Proche Orient, puis les champs pétrolifères du Moyen Orient. Les forces britanniques en Afrique du Nord ont été détruites par Rommel. Les États-Unis ne sont pas entrés en guerre contre l'Allemagne ni l'Italie… Tout ceci a été rendu possible par une invention du Pr Verdlock, qui en 1939 s'était rendu en Allemagne, et avait contribué à mettre au point une machine à voyager dans le temps. Hitler a utilisé cette machine pour retourner dans le passé et gagner la guerre. Conover explique qu'ils ont été enlevés pour accomplir une mission essentielle : ils doivent être envoyés en décembre 1940 afin d'empêcher le Hitler n°2 de prendre la place du Hitler n°1. Mark et Linsey sont dubitatifs. Conover leur annonce qu'on va les envoyer dans le temps, en l’année 1986, mais de l’univers où l'Allemagne a gagné la guerre (chapitres 4 et 5). Mark, Linsey et Conover se retrouvent donc dans une année 1986 uchronique, et visitent la petite ville de Moldon : la Grande-Bretagne n'est qu'une province appauvrie du Reich allemand, colonisée par des Allemands et des slaves. Ils font connaissance avec le sinistre bailli de Moldon, qu'ils arrivent à berner grâce à l'aplomb de Conover. Ils reviennent en 1946 (chapitres 6 et 7).
- Le Commando des Salopards
  - Genre : roman historique
- Chasseur d'ombres, 1983
  - Genre : fantasy
- Ashermayam, 1986
  - Genre : fantasy
  - Résumé : Au IIIe siècle à Merontori, le Roi Tabal, demi-fou et fratricide, invoque le Monde Chimérique qui déferle au sein même de la cité Lorkein. Galova menace de succomber à l'emprise d'Avolag. Jusqu'à l'arrivée de Tjalmar, le Chasseur d'Ombres...
  - Remarque : édition précédente en 1983 sous le titre 'Chasseur d'ombres'
- Les Bannières de Persh, en collaboration avec Jean-Pierre Fontana, 1984
- Les Hommes-Lézards, en collaboration avec Jean-Pierre Fontana, 1986
- Achéron, 1988
- Daïren, 1988
- Le Dieu de la guerre, 1989
- Awacs, 1993
- Pangée, 2011
- Impact, 1985
  - Genre : thriller
- Le Sorcier de Babylone
  - Genre : roman jeunesse

### Scénarios de bande dessinée
- Antarcidès, dessins de Val, Les Humanoïdes Associés

1. L'Orphelin de Maelmordha, 2005
2. Au-delà des terres sombres, 2007

- Galata, dessins de Stefano Palumbo, Les Humanoïdes Associés, coll. « Dédales »

1. Le Poète assassiné, 2005
2. L'Ermite des météores, 2006]

Il existe un tome 3 qui n'a pu paraître en plusieurs exemplaires, face au manque de moyens financiers.
- La Porte d'Ishtar, dessins de Simon Dupuis, Les Humanoïdes Associés, coll. « Dédales »

1. La Nuit des masques, 2008
2. Le Masque de chair, 2008

- Styx, dessins de Philhoo, Y.I.L. Édition, 2014

1. La Fondation [7]

- Jaemon, dessins de Val, Les Humanoïdes Associés

1. Orphelin d'Antarcie, 2013
2. Le Sang des initiés, 2013
3. La corde d'or, 2014
4. Ceux qui viennent la nuit, 2014